# Deusmauer Moor

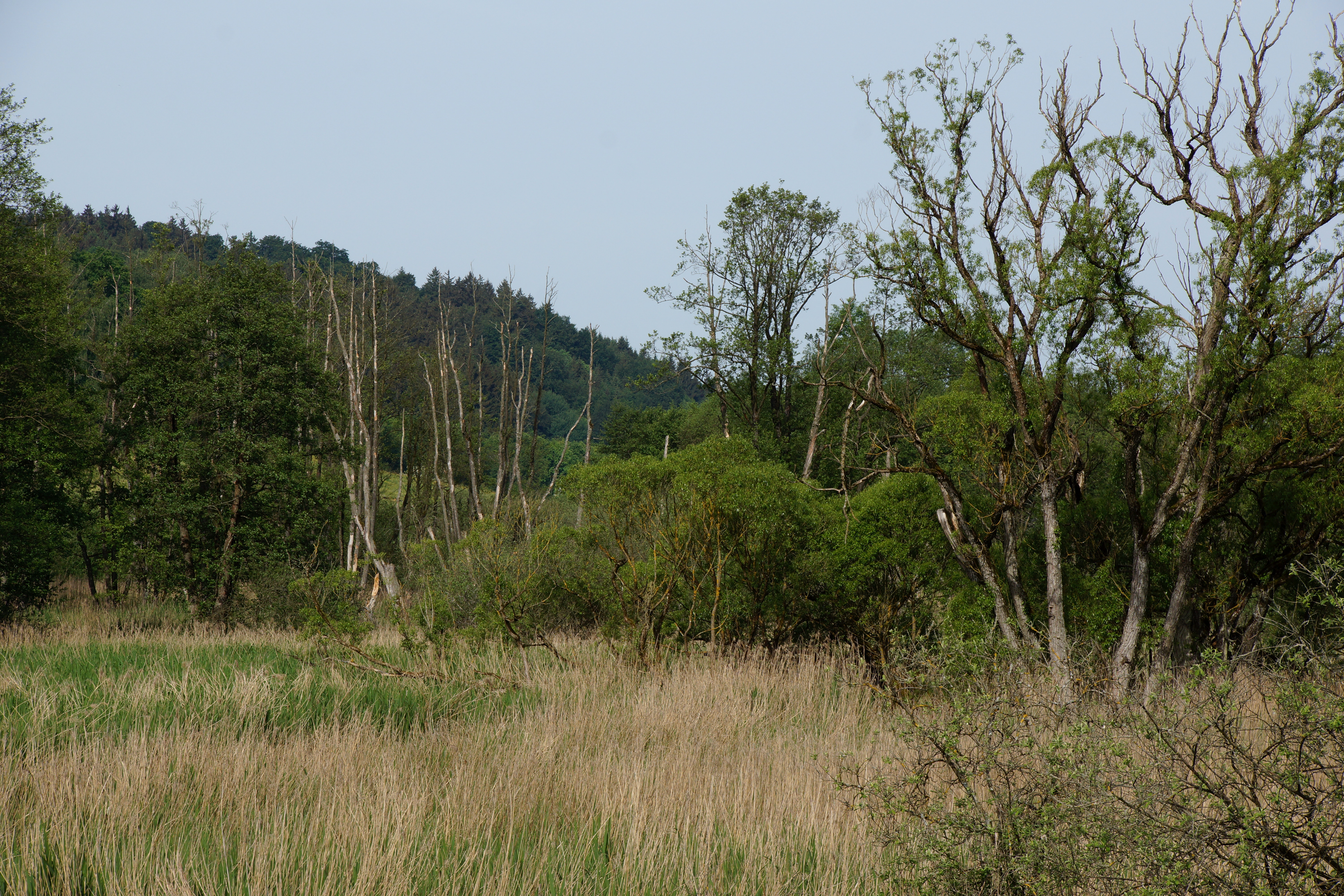
Deusmauer Moor bei Dietkirchen

Das Deusmauer Moor ist ein Naturschutzgebiet bei Deusmauer, einem Ortsteil von Velburg im Oberpfälzer Landkreis Neumarkt in der Oberpfalz in Bayern.
Das Naturschutzgebiet befindet sich 5,8 Kilometer nordwestlich von Velburg. Es ist Bestandteil des Fauna-Flora-Habitat-Gebiets Talmoore an der Schwarzen Laaber.
Das 73 ha große Areal ist ein umfangreicher Niedermoorkomplex an der Schwarzen Laaber. Es ist bedeutsam wegen des Vorkommens von seltenen Pflanzen als Eiszeitrelikte. Zum Erhalt einer charakteristischen Feuchtwiesenflora werden seit Jahren Pflegearbeiten vorgenommen. Das Naturschutzgebiet wurde bereits 1952 und am 28. Juni 1980 mit einer neuen Verordnung unter Schutz gestellt.